# رودولفو بيريز بيمنتل
رودولفو بيريز بيمنتل هو مؤرخ ومحامي إكوادوري، ولد في 2 نوفمبر 1939 في غواياكيل في الإكوادور.